# Тиріярв
Ти́ріярв, або Тирі, (ест. Tõri järv, Tõrijärv, Teeri järv, Rodima järv) — природне озеро в Естонії, у волості Ляене-Сааре повіту Сааремаа.

## Розташування
Тиріярв належить до Західно-острівного суббасейну Західноестонського басейну.
Озеро лежить між селами Карала та Метсапере.

## Опис
Загальна площа озера становить 10,6 га. Довжина — 400 м, ширина — 220 м. Найбільша глибина — 0,5 м. Довжина берегової лінії — 2 158 м.